# جدجد شجري أسود القرون
جدجد شجري أسود القرون (الاسم العلمي: Oecanthus nigricornis) هو نوع من الحشرات يتبع جنس الجدجد الشجري من فصيلة الجداجد الحقيقية.